# Număr Knudsen
Numărul Knudsen (Kn) este un număr adimensional definit ca raportul dintre liberul parcurs molecular (λ) și o lungime caracteristică a corpului sau a mișcării (L). Lungimea poate fi raza corpului, coarda unui profil etc. Denumirea acestui număr a fost dată după numele fizicianului danez Martin Knudsen (1871–1949).

## Definiție
Numărul adimensional Knudsen este definit ca:
{\displaystyle {\mathit {Kn}}={\frac {\lambda }{L}}}
în care:
{\displaystyle \lambda } = liberul parcurs molecular, [L1]
{\displaystyle L} = o lungime reprezentativă fizică, [L1].
Pentru un gaz ideal, liberul parcurs molecular poate fi calculat, astfel că avem:
{\displaystyle {\mathit {Kn}}={\frac {k_{B}T}{{\sqrt {2}}\pi \sigma ^{2}pL}}}
în care:
{\displaystyle k_{B}} este constanta lui Boltzmann (1.3806504(24) × 10−23 J/K în SI), [M1 L2 T-2 θ-1]
{\displaystyle T} temperatura termodinamică, [θ1]
{\displaystyle \sigma } diametrul particulei, [L1]
{\displaystyle p} presiunea totală, [M1 L-1 T-2].
Pentru particulele din atmosferă, presupunând că avem temperatura și presiunea standard, adică 25°C și 1 atm, avem {\displaystyle \lambda } ≈ 8 × 10−8 m.

## Relația cu numerele Mach și Reynolds
Viscozitatea dinamică este dată de formula: 
{\displaystyle \mu ={\frac {1}{2}}\rho {\bar {c}}\lambda .}
Viteza medie a moleculei (din Distribuția Maxwell-Boltzmann): 
{\displaystyle {\bar {c}}={\sqrt {\frac {8k_{B}T}{\pi m}}}}
astfel liberul parcurs molecular este:
{\displaystyle \lambda ={\frac {\mu }{\rho }}{\sqrt {\frac {\pi m}{2k_{B}T}}}}
Divizând prin L (lungimea caracteristică) numărul Knudsen se scrie:
{\displaystyle {\frac {\lambda }{L}}={\frac {\mu }{\rho L}}{\sqrt {\frac {\pi m}{2k_{B}T}}}}
în care:
{\displaystyle {\bar {c}}} este viteza medie a moleculei, [L1 T-1]
T temperatura termodinamică, [θ1]
μ a dinamică, [M1 L-1 T-1]
m masa moleculară, [M1]
kB fiind constanta lui Boltzmann, [M1 L2 T-2 θ-1]
ρ densitatea, [M1 L-3].
Numărul Mach se scrie: 
{\displaystyle {\mathit {Ma}}={\frac {U_{\infty }}{c_{s}}}}
viteza sunetului fiind dată de formula:
{\displaystyle c_{s}={\sqrt {\frac {\gamma RT}{M}}}={\sqrt {\frac {\gamma k_{B}T}{m}}}}
în care:
U∞ este viteza de la infinit, [L1 T-1]
R constanta universală a gazelor, (în SI, 8,314 47215 J K−1 mol−1), [M1 L2 T-2 θ-1 'mol'-1]
M masa molară, [M1 'mol'-1]
{\displaystyle \gamma } coeficientul de transformare adiabatică.
Numărul Reynolds poate fi scris sub forma: 
{\displaystyle {\mathit {Re}}={\frac {\rho U_{\infty }L}{\mu }}.}
Divizând numărul Mach cu numărul Reynolds avem:
{\displaystyle {\frac {Ma}{Re}}={\frac {U_{\infty }\div c_{s}}{\rho U_{\infty }L\div \mu }}={\frac {\mu }{\rho Lc_{s}}}={\frac {\mu }{\rho L{\sqrt {\frac {\gamma k_{B}T}{m}}}}}={\frac {\mu }{\rho L}}{\sqrt {\frac {m}{\gamma k_{B}T}}}}
pe care dacă o multiplicăm cu {\displaystyle {\sqrt {\frac {\gamma \pi }{2}}}} obținem:
{\displaystyle {\frac {\mu }{\rho L}}{\sqrt {\frac {m}{\gamma k_{B}T}}}{\sqrt {\frac {\gamma \pi }{2}}}={\frac {\mu }{\rho L}}{\sqrt {\frac {\pi m}{2k_{B}T}}}}
Deci, legătura dintre numerele Mach, Reynolds și Knudsen este dată de relația:
{\displaystyle Kn={\frac {Ma}{Re}}\;{\sqrt {\frac {\gamma \pi }{2}}}.}

## Aplicații
Numărul Knudsen este util pentru a determina dacă se folosește mediul continuu sau  fizica statistică în rezolvarea problemelor de dinamica fluidelor. În general, pentru {\displaystyle Kn<0.01\,} se folosește mecanica mediului continuu, iar pentru {\displaystyle Kn>0.01\,} se folosește fizica statistică. Pentru cazul {\displaystyle Kn\sim 0.01\,}, încă se poate folosi mecanica mediului continuu, cu observația că, în apropierea unei frontiere solide viteza macroscopică a fluidului nu mai este egală cu cea a frontierei, ci apare o alunecare la perete.
Probleme în care numărul Knudsen are valoare ridicată includ, mișcarea particulelor de praf în atmosfera joasă, sau mișcarea unui satelit prin exosferă. Soluționarea curgerii aerului în jurul unei aripi de avion se face pentru numere Knudsen mici. Numărul Knudsen poate fi utilizat, printr-o ajustare a legii lui Stokes, la factorul de corecție Cunningham, care reprezintă o corecție a forței  de rezistență datorită alunecării particulelor mici, având diametrul dp < 5 µm.